# Miguel Ángel González Santamarta
Miguel Ángel González Santamarta (nacido el 24 de septiembre de 1973 en Madrid, Comunidad de Madrid) es un exjugador y entrenador de waterpolo español. Fue campeón del mundo con España en Perth 1998.

Fue parte esencial del primer equipo del Real Canoe N.C. que conquistó las ligas de las temporadas 1998/99 y 1999/00, junto con Gabriel Hernández, Iván y Daniel Moro y Javier Sánchez-Toril del Pino, entrenado por Santiago Fernández. 